# Furcilliger
Furcilliger is een geslacht van wantsen uit de familie van de Tingidae (Netwantsen). Het geslacht werd voor het eerst wetenschappelijk beschreven door Horváth in 1925.

## Soorten
Het genus bevat de volgende soorten:

- Furcilliger asperulus Horváth, 1925
- Furcilliger cheesmanae Drake, 1954
- Furcilliger orestes Drake & Ruhoff, 1962